# Seis Naciones Femenino 2019
El Seis Naciones Femenino 2019, también conocido como 2019 RBS Women's Six Nations patrocinado por Royal Bank of Scotland, fue la 24.ª edición del Campeonato Femenino de las Seis Naciones. Los partidos se celebraron en febrero y marzo en los mismos fines de semana que el torneo masculino.
Inglaterra levantó el trofeo y finalizó con puntaje perfecto, ganando sus cinco partidos con bonus ofensivo. Italia obtuvo el segundo puesto, la mejor ubicación alcanzada en el historial del torneo.

## Participantes
- Escocia
- Francia
- Gales
- Inglaterra
- Irlanda
- Italia

## Clasificación
| Pos. | País       | Partidos | Partidos | Partidos  | Partidos | Anotación | Anotación | Anotación  | Tries (ensayos) | Puntos Bonus | Puntos |
| Pos. | País       | Jugados  | Ganados  | Empatados | Perdidos | A favor   | En contra | Diferencia | Tries (ensayos) | Puntos Bonus | Puntos |
| --- | ---------- | -------- | -------- | --------- | -------- | --------- | --------- | ---------- | --------------- | ------------ | ------ |
| 1 | Inglaterra | 5        | 5        | 0         | 0        | 278       | 45        | + 233      | 45              | 5            | 28     |
| 2 | Italia     | 5        | 3        | 1         | 1        | 91        | 104       | - 13       | 12              | 3            | 17     |
| 3 | Francia    | 5        | 3        | 0         | 2        | 178       | 102       | + 76       | 29              | 4            | 16     |
| 4 | Gales      | 5        | 2        | 1         | 2        | 59        | 126       | - 67       | 8               | 1            | 11     |
| 5 | Irlanda    | 5        | 1        | 0         | 4        | 78        | 156       | - 78       | 13              | 3            | 7      |
| 6 | Escocia    | 5        | 0        | 0         | 5        | 37        | 188       | - 151      | 7               | 1            | 1      |
| Fuente: RBS Women's 6 Nations Table Archivado el 16 de febrero de 2019 en Wayback Machine. (actualizado a 17 de marzo de 2019) |            |          |          |           |          |           |           |            |                 |              |        |

Nota: Se otorgan 4 puntos al equipo que gane un partido, 2 al que empate y 0 al que pierda
Puntos Bonus: 1 punto por convertir 4 tries o más en un partido y 1 al equipo que pierda por no más de 7 tantos de diferencia
3 puntos extras si un equipo logra el Gran Slam

## Partidos

### Jornada 1
| 1 de febrero de 2019, 17:00 GMT (UTC+0) | Irlanda | 7 - 51  | Inglaterra | Energia Park, Dublín, Irlanda    |                                  |
|                                         |         | Reporte |            | Árbitro(s): Aimee Barrett-Theron | Árbitro(s): Aimee Barrett-Theron |

| 1 de febrero de 2019, 19:00 GMT (UTC+0) | Escocia | 7 - 28  | Italia | Scotstoun Stadium, Glasgow, Escocia |                             |
|                                         |         | Reporte |        | Árbitro(s): Nikki O'Donnell         | Árbitro(s): Nikki O'Donnell |

| 2 de febrero de 2019, 21:00 CET (UTC+1) | Francia | 52 - 3  | Gales | GGL Stadium, Montpellier, Francia |                            |
|                                         |         | Reporte |       | Árbitro(s): Sean Gallagher        | Árbitro(s): Sean Gallagher |

### Jornada 2
| 8 de febrero de 2019, 19:35 GMT (UTC+0) | Escocia | 5 - 22  | Irlanda | Scotstoun Stadium, Glasgow, Escocia |                                |
|                                         |         | Reporte |         | Árbitro(s): Beatrice Benvenuti      | Árbitro(s): Beatrice Benvenuti |

| 9 de febrero de 2019, 20:00 CET (UTC+1) | Italia | 3 - 3   | Gales | Estadio Via del Mare, Lecce, Italia |                                  |
|                                         |        | Reporte |       | Árbitro(s): Aimee Barrett-Theron    | Árbitro(s): Aimee Barrett-Theron |

| 10 de febrero de 2019, 12:45 GMT (UTC+0) | Inglaterra | 41 - 26 | Francia | Castle Park, Doncaster, Inglaterra |                       |
|                                          |            | Reporte |         | Árbitro(s): Tim Baker              | Árbitro(s): Tim Baker |

### Jornada 3
| 23 de febrero de 2019, 19:30 CET (UTC+1) | Italia | 29 - 27 | Irlanda | Stadio Sergio Lanfranchi, Parma, Italia |                              |
|                                          |        | Reporte |         | Árbitro(s): Laura Pettingale            | Árbitro(s): Laura Pettingale |

| 23 de febrero de 2019, 21:00 CET (UTC+1) | Francia | 41 - 10 | Escocia | Grand Stade Lille Metropole, Lille, Francia |                      |
|                                          |         | Reporte |         | Árbitro(s): Sara Cox                        | Árbitro(s): Sara Cox |

| 24 de febrero de 2019, 12:30 GMT (UTC+0) | Gales | 12 - 51 | Inglaterra | Cardiff Arms Park, Cardiff, Gales |                            |
|                                          |       | Reporte |            | Árbitro(s): Clara Munarini        | Árbitro(s): Clara Munarini |

### Jornada 4
| 8 de marzo de 2019, 19:35 GMT (UTC+0) | Escocia | 15 - 17 | Gales | Scotstoun Stadium, Glasgow, Escocia |                             |
|                                       |         | Reporte |       | Árbitro(s): Rebecca Mahoney         | Árbitro(s): Rebecca Mahoney |

| 9 de marzo de 2019, 12:05 GMT (UTC+0) | Inglaterra | 55 - 0  | Italia | Sandy Park, Exeter, Inglaterra |                                |
|                                       |            | Reporte |        | Árbitro(s): Aurelie Groizeleau | Árbitro(s): Aurelie Groizeleau |

| 9 de marzo de 2019, 19:00 GMT (UTC+0) | Irlanda | 17 - 47 | Francia | Energia Park, Dublin, Irlanda |                         |
|                                       |         | Reporte |         | Árbitro(s): Ian Tempest       | Árbitro(s): Ian Tempest |

### Jornada 5
| 16 de marzo de 2019, 19:30 GMT (UTC+0) | Inglaterra | 80 - 0  | Escocia | Twickenham, Londres, Inglaterra |                         |
|                                        |            | Reporte |         | Árbitro(s): Joy Neville         | Árbitro(s): Joy Neville |

| 17 de marzo de 2019, 13:30 GMT (UTC+0) | Gales | 24 - 5  | Irlanda | Cardiff Arms Park, Cardiff, Gales |                             |
|                                        |       | Reporte |         | Árbitro(s): Hollie Davidson       | Árbitro(s): Hollie Davidson |

| 17 de marzo de 2019, 14:30 CET (UTC+1) | Italia | 31 - 12 | Francia | Stadio Plebiscito, Padua, Italia |                             |
|                                        |        | Reporte |         | Árbitro(s): Rebecca Mahoney      | Árbitro(s): Rebecca Mahoney |

| Bandera de Inglaterra |
| Campeón Inglaterra    |
| Décimo quinto título  |